# جيم أرنولد
جيم أرنولد (بالإنجليزية: Jim Arnold)‏ (6 أغسطس 1950 في المملكة المتحدة - ) هو لاعب كرة قدم بريطاني في مركز حراسة المرمى. لعب مع بريستون نورث إيند وبلاكبيرن روفرز وبورت فايل ونادي إيفرتون وستافورد رينجرز ونادي كيدرمينستر هاريرز لكرة القدم ونادي ووركينغتون ونادي روسيستر ‏.

## وصلات خارجية
- جيم أرنولد على موقع قاعدة بيانات كرة القدم.إي يو (الإنجليزية)